# Ligue de Bretagne de football
La Ligue de Bretagne de football est un organe fédéral dépendant de la Fédération française de football et chargée d'organiser les compétitions de football au niveau de la Bretagne.
La Ligue est fondée en juillet 1918 sous le nom de Ligue de l'Ouest de Football Association (LOFA) en remplacement du Comité régional de l'USFSA. À sa création, la LOFA déborde largement des frontières de la Bretagne, incluant notamment les départements de l'Orne, de la Sarthe, de la Vendée et même des Deux-Sèvres.
Avec le temps, la Ligue devient la plus importante de France en nombre de clubs et de licenciés, ainsi la fédération décide à plusieurs reprises de l'amputer de certains départements. En 1967 par une directive du ministère de la Jeunesse et des Sports, la Loire-Atlantique et le Maine-et-Loire quittent la ligue pour fonder la Ligue atlantique de football. En 1981 à la suite d'une autre directive du ministère de la Jeunesse et des Sports, la Sarthe et la Mayenne quittent la ligue pour fonder la Ligue du Maine de football.
La LOF est alors calquée sur les limites administratives de la Région Bretagne et c'est en toute logique administrative que le 16 juin 1990, la Ligue de l'Ouest de Football devient la Ligue de Bretagne de Football (LBF).
Ayant son siège à Montgermont, près de la préfecture de région Rennes, la LFB compte actuellement quatre districts calqués sur les départements des Côtes-d'Armor, du Finistère, d'Ille-et-Vilaine et du Morbihan.
Le président de la Ligue est Rémy Moulin depuis le 26 octobre 2024.

## Histoire

### Les débuts de la Ligue
La LOFA prend ses racines en reprenant le flambeau du Comité de Bretagne de l'USFSA, créé le 6 avril 1902. La Grande Guerre met le football entre parenthèses dès 1914. En 1916, le comité de Bretagne USFSA décide la création d’un championnat de Bretagne « de guerre » dénommé Coupe Ernest Guéguen, qui sera disputé deux saisons de suite. Le Stade rennais porte le coup de grâce au Comité de Bretagne de l'USFSA en juin 1918. Le club rennais décide en effet de quitter l'USFSA et de former une ligue indépendante, la LOFA, à la suite d'une décision prise à l'occasion de l'assemblée générale du club du 23 juin 1918. L'USFSA n'a pas l'exclusivité du football en Bretagne comme partout ailleurs en France. Ainsi, la FGSPF qui fédère les patronages catholiques est particulièrement puissante en Bretagne. Plusieurs clubs actuels sont issus de ces patronages, La Tour-d'Auvergne de Rennes, les Cadets de Bretagne, les Korrigans de Vannes, le Stade Charles-de-Blois ou l'Armoricaine de Brest devenu Stade brestois.
La première assemblée générale de la LOFA se tient le 28 juillet 1918, les clubs présents à cette séance sont le Stade rennais, le Stade lavallois, le Stade dinanais, l'Hermitage-Club, le Cercle Paul-Bert et l'Union sportive des voyageurs de commerce. Ernest Folliard, déjà président du Stade rennais, est élu président de la Ligue qui met en place un championnat réservé aux clubs qu'elle reconnait et une coupe ouverte aux clubs bretons de la FGSPF ou de l'USFSA. En effet, tous les clubs n'ont pas suivi le Stade rennais dans l'aventure de la "Ligue" et il faut attendre 1919 pour voir se rallier la majorité des clubs Bretons. À cette date, la LOFA rejoint la FFF naissante, donnant ainsi accès à la Coupe de France 1918-1919 aux clubs de la LOFA.
La LOFA déborde largement des frontières de la Bretagne, s’étendant jusqu'à l'Orne, la Sarthe, la Vendée et même les Deux-Sèvres. Le territoire de la LOFA est divisé en six districts en 1920. Au cours des années qui suivent, les règlements de la LOFA (devenu alors Ligue de l'Ouest de Football) sont élaborés et mis au point. En 1928, Ernest Folliard se retire et M. Cancel acceptent de prendre sa succession, qu'il conserve jusqu'en 1932, époque où, pour des raisons personnelles, il la transmet à M. Levacher. Ce dernier occupe la présidence de 1932 au 7 août 1944, date de son décès des suites d'une opération chirurgicale.

### La Ligue de l'Ouest de Football durant la guerre
Le 20 juin 1942, les instructions du Ministère des Sports du Gouvernement de Vichy, La Ligue de l'Ouest est scindée en deux Comités, le Comité de Bretagne, comprenant L'Ille-et-Vilaine, les Côtes-du-Nord (aujourd'hui Côtes-d'Armor), le Finistère et le Morbihan, et le Comité d'Anjou comprenant le département breton de Loire-Inférieure (aujourd'hui Loire-Atlantique), le Maine-et-Loire, la Mayenne et la Sarthe.
Dès avril 1942, le football breton s'était opposé au départ de la Loire Atlantique : « Le monde du football breton s’est fort ému à Rennes de la décision qui sépare la Loire-Inférieure de la Bretagne. Alors que le maréchal Pétain a, à plusieurs reprises, affirmé que la Province de Bretagne serait rétablie dans son intégrité traditionnelle, on ne comprend pas que l’organisation sportive ampute, elle, cette province de façon aussi illogique. Si, à Rennes, cette sérieuse délimitation – qui n’est pas l’œuvre de la Fédération Française de Football placée devant le fait accompli – déçoit, à Nantes, elle a soulevé d’unanimes et véhémentes protestations. À l’heure où paraitront ces lignes, M. Borotra sera l’hôte du chef-lieu de la Loire-Inférieure. On espère que les sportifs nantais arracheront au Commissaire général aux sports la rectification qui s’impose. »
En novembre 1944, la Ligue de l'Ouest est rétablie, en exécution de la décision d'abrogation de la Charte des Sports, et la décision du Bureau Fédéral de la FFF en date du 7 septembre 1944. Un conseil intérimaire est nommé jusqu'à la prochaine Assemblée Générale de la Ligue qui le 1er décembre 1945, désigne M. Cancel comme président de la Ligue de l'Ouest qui restera sous sa direction pendant 10 ans.

### La première Ligue de France
En juin 1958, Jean Noury, vice-président général, succède à Marcel Saupin, obligé de se retirer du conseil de la Ligue pour cause de maladie. En 1960, la LOF fête son 1 000e club affilié et son 40 000e licencié et reçoit de la FFF la grande plaquette fédérale portant l'inscription "A la Ligue de l'Ouest, première Ligue de France". Le développement constant de la LOF créé des besoins sur le plan administratif, Jean Noury soumet ainsi à l'approbation des dirigeants de la LOF, lors de l'Assemblée Générale de 1960, le déplacement du siège social dans des locaux plus grands et mieux adaptés.
En 1967, la ligue compte 1 462 clubs groupant 69 122 licenciés. L'Assemblée Générale du 28 mai 1967 voit siéger pour la dernière fois les représentants de la Loire-Atlantique et du Maine-et-Loire. En effet, peu de temps après, afin de se conformer à la décision politique et administrative de réorganisation des régions françaises, la Loire-Atlantique est détachée du reste de la Bretagne par décret, comme en 1942. Elle devra former, avec le Maine-et-Loire et la Vendée (cette dernière transfuge du Centre-Ouest), une entité nommée Ligue atlantique de football. Après ces départs, la LOF se compose de sept districts rassemblant 1 002 clubs et 45 660 licenciés.

### Les amputations successives
Malgré l'amputation de 1967, la LOF reste sur le plan statistique l'une des plus importantes ligue de France, elle est la première par le nombre de ses clubs, et la deuxième par son effectif de licenciés et par l'importance de son collège arbitral. Sur le plan matériel, grâce à une gestion saine, elle possède un siège à la mesure de son importance et est dotée d'un équipement moderne adapté à la multiplicité et à la complexité des tâches incombant à ses services administratifs. En outre, la LOF a installé à l'époque trois de ses districts dans ses propres murs.
En 1973, la Ligue de l'Ouest gagne le challenge de la FFF de l'indice du rayonnement et, en 1974, est première à l'indice de progression des effectifs. En 1974 que les première filiales de sports études sont créés, au lycée Bréquigny de Rennes, c'est une première en France et cela va se multiplier dans les années qui suivent sur tout le territoire. Le 27 novembre 1976, Gilbert Behier, vice-président général est appelé à prendre en mains la destinée de la LOF. Bien connu des sportifs de l'ouest, le nouveau président avait largement fait ses preuves avant son élection en tant qu'ancien arbitre d'excellente réputation, de membre du Conseil de le LOF  de président du district de la Sarthe et depuis 1967, de membre de la commission centrale des statuts et règlements.
Fin 1980-1981, la LOF compte 153 124 licenciés et 1 722 clubs et le 1er juillet, à la suite d'une décision administrative, la Sarthe et la Mayenne sont placées dans l'obligation de quitter la Ligue pour former la Ligue du Maine. Le 7 décembre 1987, le football breton est sous le choc de la mort subite du président Guiard.

### La Ligue de Bretagne de Football
Le 25 juin 1988, Paul Le Hesran, ancien joueur puis président du Stade briochin, est élu président de la LOF. Lors de l'assemblée générale du 16 juin 1990, la Ligue de l'Ouest de Football devient la Ligue de Bretagne de Football (LBF), malgré l'absence de la Loire-Atlantique. Le 13 mars 1999, la Ligue de Bretagne fête son 80e anniversaire à Pontivy.
En 2005-2006, la LBF compte 154 329 licenciés (4e ligue en France derrière Paris, Rhône-Alpes et le Nord-Pas-de-Calais), dont 132 758 joueurs, 18 657 dirigeants, 1982 arbitres et 932 licences techniques (entraîneurs, notamment). Ses chiffres se répartissent par district comme suit : Côtes-d'Armor 31 554 licenciés, Finistère nord 23 679, Finistère sud 18 260, Ille-et-Vilaine 44 750 et Morbihan 36 043.

## Structures de la Ligue

### Sièges sociaux successifs de la LOFA / LOF / LBF
- 1918-.... : Rennes, 1 quai Lamennais
- ....-1931 : Rennes, 4 rue de Nemours
- 1931-1938 : Rennes, 4 rue du Pré-Botté
- 1938-1963 : Rennes, 11 boulevard de la Tour d'Auvergne
- 1963-1985 : Rennes, 2 boulevard de la Tour d'Auvergne
- 1985-2015 : Rennes, 17-19 rue du Sapeur Michel Jouan
- Depuis 2015[13] : 29 rue Marebaudiere, Montgermont

### Présidents de la Ligue de l'Ouest et de la Ligue de Bretagne
Le tableau suivant liste les présidents successifs de la Ligue de l'Ouest (1918-1990) et de la Ligue de Bretagne (depuis 1990).
| Période                        | Nom                  |
| ------------------------------ | -------------------- |
| Ligue de l'Ouest               |                      |
| 19 août 1918 - 1928            | Ernest Folliard      |
| 1928-1932                      | Jean-Louis Cancel    |
| 1932 - 7 août 1944             | Charles Le Vacher    |
| 1944 - septembre 1955          | Jean-Louis Cancel    |
| septembre 1955 - juin 1958     | Marcel Saupin        |
| juin 1958 - 27 novembre 1976   | Jean Noury           |
| 27 novembre 1976 - 1981        | Gilbert Behier       |
| 1981 - 7 décembre 1987         | Léon Guiard          |
| 25 juin 1988 - 16 juin 1990    | Paul Le Hesran       |
| Ligue de Bretagne              |                      |
| 16 juin 1990 - 23 octobre 2004 | Paul Le Hesran       |
| 23 octobre 2004 - juin 2008    | Jean-Michel Bellat   |
| juin 2008 - octobre 2024       | Jean-Claude Hillion* |
| octobre 2024 -                 | Rémy Moulin          |

* Réélu en 2012, 2016 et 2020.

## Compétitions

### Compétitions nationales

#### Football masculin
| \| Légende : L1 L2 N1 N2 N3 Stade rennais Stade brestois 29 EA Guingamp FC Lorient US Concarneau Stade briochin US Saint-Malo Dinan Léhon FC SC Locminé EAG rés. Vannes OC FCL rés. SRFC rés. US Fougères Lannion FC SP Milizac TA R. AS Vitré Stade Plabennécois PD Ergué-Gabéric GSI Pontivy OC Cesson \| Clubs évoluant dans des divisions nationales. |
| Légende : L1 L2 N1 N2 N3 Stade rennais Stade brestois 29 EA Guingamp FC Lorient US Concarneau Stade briochin US Saint-Malo Dinan Léhon FC SC Locminé EAG rés. Vannes OC FCL rés. SRFC rés. US Fougères Lannion FC SP Milizac TA R. AS Vitré Stade Plabennécois PD Ergué-Gabéric GSI Pontivy OC Cesson                                                     |

Dix-neuf clubs et quatre équipes réserves de la région évoluent à un niveau national :
- Le Stade brestois 29, le Stade rennais FC et le FC Lorient évoluent en Ligue 1.
- L'EA Guingamp évolue en Ligue 2.
- L'US Concarneau et le Stade briochin  évoluent en National.
- Le Dinan Léhon FC, la SC Locminé, l'US Saint-Malo et la réserve du FC Lorient sont en National 2.
- 13 équipes en National 3 dont 3 réserves.

#### Football féminin
| \| Légende : Div1 Div2 Div3 EA Guingamp Stade brestois US Saint-Malo \| Clubs évoluant dans des divisions nationales. |
| Légende : Div1 Div2 Div3 EA Guingamp Stade brestois US Saint-Malo                                                     |

Quatre équipes féminines de la région évoluent à un niveau national :
- Aucune équipe évolue en Division 1.
- L'équipe de l'En avant Guingamp, évolue en Division 2.
- En Division 3, les féminines de l'US Saint-Malo et du Stade brestois évoluent.

### Compétitions régionales
La LBF organise les compétitions entre clubs à l'échelon de la Bretagne, quel que soit le genre et la catégorie d'âge.
| Compétitions seniors masculines - Régional 1 (niv. 6) - Régional 2 (niv. 7) - Régional 3 (niv. 8) Compétitions jeunes masculines - Régional 1 U18 / Régional 2 U18 - Régional 1 U17 / Régional 2 U17 - Régional 1 U16 / Régional 2 U16 - Régional 1 U15 / Régional 2 U15 - Régional 1 U14 / Régional 2 U14 Compétitions seniors féminines - Régional 1 féminine (niv. 3) - Régional 2 féminine (niv. 4) Compétitions jeunes féminines - Régional 1 U18F / Régional 2 U18F - Régional 1 U15F / Régional 2 U15F Compétitions de futsal - Régional 1 Futsal (niv. 3) - Régional 2 Futsal (niv. 4) | Compétitions seniors masculines - Coupe de France (Phase régionale : 6 premiers tours) - Coupe de Bretagne Compétitions jeunes masculines - Coupe Gambardella (premiers tours régionaux) - Coupe de Bretagne U18 / U17 / U16 / U15 / U14 Compétitions seniors féminines - Coupe de France féminine (premiers tours régionaux) - Coupe de Bretagne féminine Compétitions jeunes féminines - Coupe de Bretagne U18F / U15F Compétitions de futsal - Coupe de France de futsal (premiers tours régionaux) - Coupe de Bretagne Futsal seniors Hommes / Femmes - Coupe de Bretagne Futsal U18 / U15 - Coupe de Bretagne Futsal U18F / U15F Compétitions de football d'entreprise - Coupe Nationale de football d'entreprise (premiers tours régionaux) - Coupe de Bretagne de football d'entreprise |

### Compétitions départementales
La LBF est composée de quatre districts calqués sur les départements des Côtes-d'Armor, du Finistère, de l'Ille-et-Vilaine et du Morbihan.
| Districts       | Liens                               | Division 9                         | Division 10                         | Division 11                             | Division 12                             |
| --------------- | ----------------------------------- | ---------------------------------- | ----------------------------------- | --------------------------------------- | --------------------------------------- |
| Côtes-d'Armor   | « COMPETITIONS », sur foot22.fff.fr | Division 1 (5 groupes de 12 clubs) | Division 2 (8 groupes de 12 clubs)  | Division 3 (8 groupes de 12 clubs)      | Division 4 (évolutif selon les saisons) |
| Finistère       | « COMPETITIONS », sur foot29.fff.fr | Division 1 (6 groupes de 12 clubs) | Division 2 (10 groupe de 12 clubs)  | Division 3 (12 groupes de 12 clubs)     | Division 4 (évolutif selon les saisons) |
| Ille-et-Vilaine | « COMPETITIONS », sur foot35.fff.fr | Division 1 (6 groupes de 12 clubs) | Division 2 (9 groupes de 12 clubs)  | Division 3 (10 groupes de 12 clubs)     | Division 4 (évolutif selon les saisons) |
| Morbihan        | « COMPETITIONS », sur foot56.fff.fr | Division 1 (6 groupes de 12 clubs) | Division 2 (11 groupes de 12 clubs) | Division 3 (évolutif selon les saisons) |                                         |

## Palmarès

### Palmarès national des clubs de la Ligue
Ci-dessous, sont répertoriés les palmarès nationaux de tous les clubs professionnels de la Ligue de Bretagne.
| Stade rennais FC                                                                                       | FC Lorient                                                              | En avant de Guingamp               |
| --- | ----------------------------------------------------------------------- | ---------------------------------- |
| Professionnel depuis 1932                                                                              | Professionnel entre 1967-1977, 1989-1991 et depuis 1995                 | Professionnel depuis 1984          |
| - Ligue 2 (2) : 1956, 1983 - Coupe de France (3) : 1965, 1971, 2019 - Trophée des champions (1) : 1971 | - Ligue 2 (1) : 2020 - National (1) : 1995 - Coupe de France (1) : 2002 | - Coupe de France (2) : 2009, 2014 |
| Stade brestois                                                                                         | US Concarneau                                                           | Vannes OC                          |
| Professionnel entre 1979-1991 et depuis 2004                                                           | Professionnel depuis 2023                                               | Professionnel entre 2008-2013      |
| - Ligue 2 (1) : 1981                                                                                   | - National (1) : 2023                                                   | - National (1) : 2008              |
| Stade briochin                                                                                         | Quimper KFC                                                             | US Saint-Malo                      |
| Professionnel entre 1993-1997                                                                          | Professionnel entre 1983-1990                                           | Professionnel entre 1933-1934      |
| Aucun                                                                                                  | Aucun                                                                   | Aucun                              |

Domination de la Ligue de l'Ouest puis de la Ligue de Bretagne depuis 1902
- De 1918 à 1932 : Champion de la Division d'Honneur de l'Ouest.
- De 1932 à 1939 : Club le mieux classé en division nationale.
- De 1939 à 1941 : Pas de domination : plusieurs championnats locaux.
- De 1941 à 1943 : Club le mieux classé en championnat de guerre.
- De 1943 à 1944 : Club le mieux classé en Division d'Honneur de l'Ouest.
- De 1944 à 1945 : Club le mieux classé en championnat de guerre.
- Depuis 1945 : Club le mieux classé en division nationale.

*N.D. : Non Déterminé | CSJBA : Club Sportif Jean Bouin Angers.
| Club              | Année d'affiliation | Années de domination |
| ----------------- | ------------------- | -------------------- |
| Stade rennais FC  | Depuis 1918         | 61                   |
| Stade brestois 29 | Depuis 1950         | 10                   |
| Angers SCO        | 1919-1967           | 5                    |
| Stade lavallois   | 1918-1981           | 5                    |
| CSJBA             | 1918-1967           | 4                    |
| US Saint-Malo     | Depuis 1918         | 4                    |
| FC Nantes         | 1943-1967           | 4                    |
| Quimper KFC       | Depuis 1918         | 3                    |
| FC Lorient        | Depuis 1926         | 3                    |
| EA Guingamp       | Depuis 1918         | 2                    |
| US Le Mans        | 1918-1981           | 1                    |

### Palmarès régional

#### Hommes
| Ligue de l'Ouest  | Ligue de l'Ouest                  | Ligue de l'Ouest           |
| Saison            | Division d'Honneur                | Coupe régionale            |
| ----------------- | --------------------------------- | -------------------------- |
| 1919              | Stade rennais UC                  | Stade rennais UC           |
| 1920              | Stade rennais UC                  | Armoricaine de Brest       |
| 1921              | US Servannaise et Malouine        | ?                          |
| 1922              | US Servannaise et Malouine        | USO Brest                  |
| 1923              | Stade rennais UC                  | ?                          |
| 1924              | Stade Quimpérois                  | Stade Quimpérois           |
| 1925              | CS Jean-Bouin (Angers)            | Stade Dinannais            |
| 1926              | Stade Quimpérois                  | Stade Dinannais            |
| 1927              | CS Jean-Bouin (Angers)            | ?                          |
| 1928              | Stade Quimpérois                  | Stade Quimpérois           |
| 1929              | US Servannaise et Malouine        | CPB Rennes                 |
| 1930              | CS Jean-Bouin (Angers)            | JA St-Servan (Saint-Malo)  |
| 1931              | CS Jean-Bouin (Angers)            | Espérance Fougères         |
| 1932              | FC Lorient                        | Chasseurs de Gourin        |
| 1933              | Stade Quimpérois                  | Stade Quimpérois           |
| 1934              | SCO Angers                        | ?                          |
| 1935              | AS Brestoise                      | Wanderers Méloriens        |
| 1936              | FC Lorient                        | Stade lamballais           |
| 1937              | US Servannaise et Malouine        | Stade lamballais           |
| 1938              | Stade Quimpérois                  | Stade rennais UC           |
| 1939              | US Servannaise et Malouine        | US Douarnenez              |
| 1940              | Non disputé (championnats locaux) | Non disputé                |
| 1941              | Non disputé (championnats locaux) | Angers SCO                 |
| 1942              | Non disputé (championnats locaux) | CA Penhoët Saint-Nazaire   |
| 1943              | Non disputé (championnats locaux) | Stade Dinannais            |
| 1944              | US Servannaise et Malouine        | Non disputé                |
| 1945              | FC Nantes                         | FC Nantes                  |
| 1946              | SO Cholet                         | CS Rostrenen               |
| 1947              | SO Cholet                         | RC Ancenis                 |
| 1948              | Stade rennais UC R                | CS Jean-Bouin (Angers)     |
| 1949              | Stade Quimpérois                  | Stade lavallois            |
| 1950              | US Saint-Malo                     | FC Nantes                  |
| 1951              | SO Cholet                         | Stade morlaisien           |
| 1952              | AS Brestoise                      | SO Cholet                  |
| 1953              | CEP Lorient                       | ?                          |
| 1954              | FC Nantes R                       | CEP Lorient                |
| 1955              | SC Nazairien                      | SO Cholet                  |
| 1956              | US Saint-Malo                     | US Saint-Malo              |
| 1957              | FC Lorient                        | Stade rennais UC           |
| 1958              | Voltigeurs de Châteaubriant       | FC Lorient                 |
| 1959              | Stade briochin                    | Stade Quimpérois           |
| 1960              | Stade rennais UC R                | AS Brestoise               |
| 1961              | US Le Mans                        | Olympique Saumur           |
| 1962              | Stade Quimpérois                  | UCK Vannes                 |
| 1963              | FC Nantes R                       | US Le Mans                 |
| 1964              | Stade lavallois                   | Stade lavallois            |
| 1965              | US Le Mans                        | AS Brestoise               |
| 1966              | Stade brestois                    | AS Brestoise               |
| 1967              | SCO Angers R                      | US Le Mans                 |
| 1968              | Stade briochin                    | AS Rosporden               |
| 1969              | US Concarneau                     | Stade brestois             |
| 1970              | UCK Vannes                        | FC Lorient R               |
| 1971              | Stade rennais UC R                | ?                          |
| 1972              | Stade brestois R                  | US Berné                   |
| 1973              | US Berné                          | Stade morlaisien           |
| 1974              | Stade briochin                    | SO Maine (Le Mans)         |
| 1975              | CS Penmarch                       | EA Guingamp                |
| 1976              | EA Guingamp                       | ?                          |
| 1977              | Stade brestois R                  | Stade Quiberonnais         |
| 1978              | Stade Quimpérois R                | ?                          |
| 1979              | Stade Léonard Kreisker            | EA Guingamp R              |
| 1980              | Stade rennais FC R                | Stade lamballais           |
| 1981              | USSC Redon                        | Stade lamballais           |
| 1982              | Stade lannionnais                 | CSFC Lorient               |
| 1983              | CSFC Lorient                      | AS Brestoise               |
| 1984              | EA Guingamp R                     | AS Brestoise               |
| 1985              | US Pont-L'Abbé                    | DC Carhaix                 |
| 1986              | US Saint-Malo                     | US Véloce Vannetais        |
| 1987              | DC Carhaix                        | Stade lamballais           |
| 1988              | US Perros-Guirec                  | AS Vitré                   |
| 1989              | Quimper Cornouaille FC R          | Stade Léonard Kreisker     |
| 1990              | Stade briochin                    | FC Lorient R               |
| Ligue de Bretagne |                                   |                            |
| Saison            | Division d'Honneur                | Coupe régionale            |
| 1991              | AS Vitré                          | Stade Dinannais            |
| 1992              | Stade rennais FC R                | SC Locminé                 |
| 1993              | Stade Plabennecois                | Stade Pontivyen            |
| 1994              | GSI Pontivy                       | FC Vannes                  |
| 1995              | FC Lorient R                      | Stade rennais FC R         |
| 1996              | Stade lamballais                  | Stade Quimpérois           |
| 1997              | Stade briochin R                  | La Vitréenne FC            |
| 1998              | Véloce vannetais R                | Saint-Grégoire             |
| 1999              | La Vitréenne                      | ASC Léhon                  |
| 2000              | US Concarneau                     | FC Lorient 56 R2           |
| 2001              | SC Locminé                        | AS Trélivan                |
| 2002              | Lannion FC                        | FC Lorient R2              |
| 2003              | US Montagnarde                    | OC Cesson                  |
| 2004              | SC Locminé                        | SC Locminé                 |
| 2005              | Stade brestois R                  | US Saint-Malo R            |
| 2006              | La Vitréenne                      | OC Cesson                  |
| 2007              | Stade Quimpérois                  | TA Rennes                  |
| 2008              | TA Rennes                         | Plaintel Sports            |
| 2009              | US Saint-Malo                     | Union Sportive Montgermont |
| 2010              | Lannion FC                        | AG Plouvorn                |
| 2011              | SC Locminé                        | Stade Paimpolais FC        |
| 2012              | Lannion FC                        | TA Rennes                  |
| 2013              | Stade briochin                    | AS Vitré R                 |
| 2014              | TA Rennes                         | TA Rennes                  |
| 2015              | AGLD Fougères                     | Stade brestois R2          |
| 2016              | Vannes OC                         | AS Vitré R                 |
| 2017              | FC Atlantique Vilaine (Redon)     | FC Lorient R2              |
| Saison            | Régional 1*                       | Coupe de Bretagne          |
| 2018              | Stade rennais FC R2               | SP Milizac                 |
| 2019              | Union Sportive Trégunc            | US Saint-Malo R            |
| 2020              | SP Milizac                        | annulée                    |
| 2021              | annulé                            | annulée                    |
| 2022              | US Montagnarde                    | US Montagnarde             |
| 2023              | CPBB Rennes                       | GSY Bourg-Blanc            |
| 2024              | OC Cesson                         | GDR Guipavas               |
| 2025              | Stade brestois 29 R               | Lamballe FC                |

*À partir de la saison 2017-18, les championnats régionaux changent de nom : la Division d'Honneur devient le Régional 1.

#### Femmes
| Ligue de l'Ouest  | Ligue de l'Ouest      | Ligue de l'Ouest       |
| Saison            | Division d'Honneur    | Coupe régionale        |
| ----------------- | --------------------- | ---------------------- |
| 1980              | FC Brest Bergot       | Stade Quimpérois       |
| 1981              | ?                     | Saint-Brieuc SC        |
| 1982              | ?                     | US Véloce Vannetais    |
| 1983              | ?                     | FC Brest Bergot        |
| 1984              | ?                     | Saint-Brieuc SC        |
| 1985              | ?                     | Stade Quimpérois       |
| 1986              | ?                     | Saint-Brieuc SC        |
| 1987              | ASPTT Vannes          | AS Bro Nein (Naizin)   |
| 1988              | SP Milizac            | ASPTT Vannes           |
| 1989              | AS Bro Nein (Naizin)  | ASPTT Vannes           |
| 1990              | ?                     | Saint-Brieuc SC        |
| Ligue de Bretagne |                       |                        |
| Saison            | Division d'Honneur    | Coupe régionale        |
| 1991              | FC Brest Bergot       | Quimper Cornouaille FC |
| 1992              | ?                     | Saint-Brieuc SC        |
| 1993              | ?                     | Saint-Brieuc SC        |
| 1994              | ?                     | Saint-Brieuc SC        |
| 1995              | ?                     | Saint-Brieuc SC        |
| 1996              | ?                     | SC Le Rheu             |
| 1997              | SC Le Rheu            | SC Le Rheu             |
| 1998              | AS St-Jean-Brévelay   | Saint-Brieuc SC        |
| 1999              | FC Brest Bergot       | Saint-Brieuc FF        |
| 2000              | FC Brest Bergot       | Saint-Brieuc FF        |
| 2001              | Stade Quimpérois 2000 | Saint-Brieuc FF        |
| 2002              | Saint-Brieuc FF       | Stade Quimpérois 2000  |
| 2003              | CPBB Rennes           | US Saint-Malo          |
| 2004              | FC Brest Bergot       | CPBB Rennes            |
| 2005              | FC Brest Bergot       | US Saint-Malo          |
| 2006              | CPBB Rennes           | FC Lorient             |
| 2007              | FC Lorient            | US Saint-Malo          |
| 2008              | Stade Briochin        | US Saint-Malo          |
| 2009              | US Saint-Malo         | Quimper Cornouaille FC |
| 2010              | FC Lorient            | Stade Briochin         |
| 2011              | FC Brest Bergot       | FC Brest Bergot        |
| 2012              | Quimper KFC           | FC Lorient             |
| 2013              | CPBB Rennes           | US Saint-Malo          |
| 2014              | US Saint-Malo         | En Avant GuingampR     |
| 2015              | En Avant GuingampR    | En Avant GuingampR     |
| 2016              | Stade brestois 29     | CPBB Rennes            |
| 2017              | En Avant GuingampR    | Plérin FC              |
| Saison            | Régional 1*           | Coupe de Bretagne      |
| 2018              | CPBB Rennes           | US Saint-MaloR         |
| 2019              | ASPTT Rennes          | ASPTT Rennes           |
| 2020              | FC Mordelles          | annulée                |
| 2021              | annulé                | annulée                |
| 2022              | CPBB Rennes           | CPBB Rennes            |
| 2023              | CPBB Rennes           | CPBB Rennes            |
| 2024              | FC Lorient            | US Saint-MaloR         |
| 2025              | FC Lorient            | FC Lorient             |

*À partir de la saison 2017-18, les championnats régionaux changent de nom : la Division d'Honneur devient le Régional 1.